# Квинт Минуций Есквилин
Квинт Минуций Есквилин (на латински: Lucius Minucius Esquilinus Augurinus) e римски политик през 5 век пр.н.е.
Той принадлежи към клон Авгурин на патрицианската фамилия Минуции. Син е на Публий Минуций Авгурин (консул 492 пр.н.е.) и брат на Луций Минуций Есквилин Авгурин (консул 458 пр.н.е.).
Квинт Минуций е избран за консул през 457 пр.н.е. с колега Гай Хораций Пулвил. Той се бие против еквите. Двамата подготвят закона Lex Terentilia.